# Енциклопедія есперанто
Енциклопедія есперанто есп. Enciklopedio de Eperanto — енциклопедичне видання, що об'єднує відомості про мову есперанто, есперантистів та есперанто-рух. Довідник виданий у 1933 році будапештським видавництвом «Literatura Mondo» («Літературний світ»).
Декотрий час ця книга вважалася найбільш повним оглядовим виданням з історії есперанто і есперанто-культури, незважаючи на те, що на назву «Енциклопедія есперанто» претендувало ще кілька видань, проте саме за цим виданням закріпилася назва енциклопедії.

## Історія
У 1913 році російський есперантист Петро Стоян запропонував створити Всесвітню Карткову Енциклопедію (Universala Slipa Enciklopedio), яку, на його думку, можна було би видавати у вигляді окремих карток з теми. Ідея не втілилася до кінця. Було видано лише п'ять таких карток.
У 1917 році російський есперантист Володимир Шмурло видав у Петрограді «Всесвітню алфавітну адресну книгу». За словами автора, це перша спроба створення енциклопедії есперанто. Перші 88 сторінок були видані в Ризі, проте повноцінному виданню завадила війна.
Ініціатором створення надрукованої у 1933 році будапештським видавництвом «Literatura Mondo» енциклопедії — став російський священик Іван Ширяєв. У написанні статей взяло участь більше сотні авторів з різних країн світу (в тому числі — з країн Сходу, Нового Світу і навіть Африки). Головними редакторами загальної частини виступили угорські есперантисти Лайош Кокень і Вільмош Блеєр. Статті, присвячені мовним питанням, редагував вже тоді досить відомий угорський есперантолог Кальман Калочаї.
Енциклопедія містила в цілому 2,5 тисячі статей: про знаменитих есперантистів (близько 1,5 тисяч), щодо різних знакових моментах з історії есперанто та інформації про використання мови в різних сферах і країнах на момент створення енциклопедії, а також про різні елементи граматики та стилістики есперанто. Близько 450 статей було присвячено найбільш відомим на той час оригінальним і перекладним творам мовою есперанто. Оригінальне видання енциклопедії містило також і кілька сотень сторінок з ілюстраціями.
Видання було добре сприйнято есперанто-спільнотою і відіграло значну роль в розвитку як есперанто-руху, так і самої мови.
У 1979 і 1986 роках енциклопедія була перевидана завдяки зусиллям Угорської есперанто-асоціації.
У 2000-х роках весь матеріал енциклопедії з'явився в електронній формі. Практично всі статті з енциклопедії стали основою для створення відповідних статей в розділі Вікіпедії мовою есперанто.